# Мирахвара
Мирахвара — правитель Парадана из династии Паратараджей.
Имя Мирахвары означает «славный Митра». Он был сыном Хварамиры, предположительно, старшим и после него взошёл на престол Парадана. К этому выводу исследователь П. Тэндон пришёл на основании изучения нумизматического материала: именно Мирахвара, а не его брат Миратахма использовал штампы отца. Известны три типа монет Мирахвары. Им чеканились драхмы со штампами Хварамиры, дидхамы и полудрахмы — Йоламиры и дидрахмы и четвертьдрахмы — Арджуны. На аверсе монет Мирахвары изображён бюст правителя в диадеме. На реверсе — чаще всего повёрнутая вправо или влево свастика с легендой на брахми. Время правления Мирахвары относят к 175—190 годам, по другим предположениям — к 175—185 или 200—210 годам. Его преемником стал брат Миратахма (по мнению Х. Фалка, — сын).